# Sztratoklész
Sztratoklész (Kr. e. 4. század) görög történetíró, szónok.
Életéről mindössze annyit tudunk, hogy Lükurgosz párthíve és Démoszthenész politikai ellenfele volt. A Szuda-lexikon említést tesz egy történeti munkájáról, amely Athén történelmével foglalkozott. A mű elveszett, töredékei sem ismeretesek.